# Ужиться с самим собой
«Ужиться с самим собой» (англ. Living with Yourself) — американский комедийно-драматический веб-сериал, созданный Тимоти Гринбергом. Его премьера состоялась 18 октября 2019 года на Netflix. В главных ролях снялись Пол Радд и Эшлинг Би. Радд также является исполнительным продюсером шоу наряду с Гринбергом, Энтони Брегманом, Джеффом Стерном, Тони Эрнандесом, Джонатаном Дейтоном, Валери Фарис и Джеффри Блицем.

## Сюжет
Пытаясь улучшить свою жизнь, Майлз соглашается на участие в странном эксперименте. Так на свет появляется Майлз N2, и теперь мужчине придётся налаживать не только свою жизнь, но и отношения с самим собой.

## В ролях

### В главных ролях
- Пол Радд — Майлз Эллиот / клон Майлза Эллиота, копирайтер в агентстве Pool Branding, который недоволен своей жизнью, и его более успешный клон.
- Эшлинг Би — Кейт Эллиот, жена Майлза, дизайнер интерьеров.

### Основной состав
- Алия Шокат — Майя Майлз, младшая сводная сестра Майлза.
- Десмин Боргес — Дэн, коллега Майлза по работе.
- Карен Питтман — Ленор Пул, босс Майлза.
- Зои Чао — Кейлин, секретарша в Pool Branding.
- Роб Янг — Левый / Янгсу, сотрудник Top Happy Spa.
- Джеймс Сеул — Правый / Чжон-Хо, сотрудник Top Happy Spa.

## Список эпизодов

### Сезон 1 (2019)
| № общий | № в сезоне | Название                                                   | Режиссёр                       | Автор сценария  | Дата премьеры   |
| --- | ---------- | ---------------------------------------------------------- | ------------------------------ | --------------- | --------------- |
| 1 | 1          | «Лучшая версия вас» «The Best You Can Be»                  | Джонатан Дэйтон и Валери Фарис | Тимоти Гринберг | 18 октября 2019 |
| Майлз Эллиот живет обычной жизнью. Работа не ладится, а ещё он с супругой изо всех сил пытается завести ребёнка. Коллега Дэн сообщает Майлзу, что тот может кардинально улучшить свою жизнь, отправившись в спа-салон Top Happy Spa. Не особо понимая, как именно ему может помочь спа, Майлз решает рискнуть и тратит все сбережения своей семьи на посещение салона. Через несколько часов Майлз приходит в себя закопанным в лесу, выбирается из могилы и возвращается. Дома он обнаруживает улучшенную версию самого себя. В замешательстве оба Майлза решают вернуться в спа-салон, который является последним воспоминанием Майлза перед пробуждением в могиле. Майлз обнаруживает, что его клонировали. |            |                                                            |                                |                 |                 |
| 2 | 2          | «2. Появился на свет в стрип-молле» «Made in a Strip Mall» | Джонатан Дэйтон и Валери Фарис | Тимоти Гринберг | 18 октября 2019 |
| Проснувшись в спа, новый Майлз, не знает, что он клон, и чувствует себя счастливым человеком. Коллеги по работе замечают положительные изменения в Майлзе и приветствуют исходящую от него инициативу. Дома Майлз становится любящим и ласковым мужем, что не ускользает от внимания жены. Ночью, спустившись в гостиную, он обнаруживает первоначального Майлза. После ссоры они оба отправляются в спа, чтобы узнать правду. В спа клон Майлза шокирован информацией о своём происхождении, поскольку он не знает ни того, почему он был создан, ни какова его цель в жизни. Оригинальный Майлз говорит ему, что он может отправиться путешествовать по всему миру и ни о чем не беспокоиться. Клон принимает предложение, но также чувствует недовольство, так как жизнь, которую он хочет, принадлежит оригинальному Майлзу. |            |                                                            |                                |                 |                 |
| 3 | 3          | «Зелёный чай» «Green Tea»                                  | Джонатан Дэйтон и Валери Фарис | Тимоти Гринберг | 18 октября 2019 |
| Майлз осознает, что клону удалось разрешить все его жизненные проблемы, и намерен измениться сам, став более похожим на клона, но это приводит к возникновению проблем между ними. Майлз начинает завидовать клону, поскольку все любят клона, а не «оригинал». После презентации в телекоммуникационной компании Hillston Telecom владелец предприятия, мистер Хиллстон, соглашается подписать контракт с рекламным агентством Майлза, но догадывается, что предложенную маркетинговую кампания изначально разработал не Майлз. Покинув офис Хиллстона, Майлз решает отпраздновать заключение сделки со своими коллегами, но по прибытии в бар Fridays видит, что клон занял его место. Столкнувшись с этим, он дает понять своим друзьям и Кейт, что их двое. |            |                                                            |                                |                 |                 |
| 4 | 4          | «Родственная душа» «Soul Mate»                             | Джонатан Дэйтон и Валери Фарис | Тимоти Гринберг | 18 октября 2019 |
| Кейт, шокированная тем, что теперь есть два Майлза, велит Новому Майлзу съехать из их дома в собственную квартиру. Новый Майлз, который все еще чувствует себя женатым на Кейт, изо всех сил пытается приспособиться к жизни в одиночку. Он отрезает у Кейт прядь волос, чтобы создать её клон в спа-салоне. Однако работники салона категорически отказываются клонировать Кейт без её согласия, объясняя, что они оказывают услуги клиентам, а не штампуют людей ради прихоти. Новый Майлз решает попробовать завести подругу через Интернет, но Кейт оказывается его единственным подходящим совпадением на сайте знакомств. |            |                                                            |                                |                 |                 |
| 5 | 5          | «Va Bene» «Va Bene»                                        | Джонатан Дэйтон и Валери Фарис | Тимоти Гринберг | 18 октября 2019 |
| За 5 лет до клонирования Майлза у Кейт происходит выкидыш. Стремясь преодолеть временный кризис, Кейт и Майлз переезжают в дом в пригороде, надеясь на счастливую семейную жизнь. В настоящем времени отношения между супругами становятся холодными, депрессивными и отчуждёнными. Кейт, отчаявшись завести ребёнка и утомлённая равнодушием Майлза, решает прибегнуть к услугам сайта онлайн-знакомств. После нервного срыва на работе она находит на сайте клона Майлза и без колебаний отправляется на свидание с ним, ничего не сказав Майлзу. |            |                                                            |                                |                 |                 |
| 6 | 6          | «Соседи и друзья» «Neighbors and Friends»                  | Джонатан Дэйтон и Валери Фарис | Тимоти Гринберг | 18 октября 2019 |
| Майлз наконец приходит на приём в клинику репродуктивного здоровья, чтобы сдать анализы. Выясняется также, что от успеха рекламной кампании клона зависят результаты голосования по заявке Hillston Telecom на установку вышек сотовой связи в маленьком городке. Он проникает на собрание и с удовлетворением наблюдает, как публика критикует показанный видеоролик. Однако когда становится очевидным, что его собственная карьера напрямую связана с итогами голосования, а клона нигде не видно, Майлз отправляется в бар и убеждает некоторых местных жителей проголосовать за заявку Hillston. Его уловка срабатывает, однако она стоит ему дружбы с фермером Рэем, который начинает считать Майлза лжецом. Майлз возвращается домой и пытается связаться с клоном, узнав, что тот целую неделю не появлялся на работе. Рядом с домом он замечает клона, но кто-то надевает мешок на голову Майлза.                                                                                  |            |                                                            |                                |                 |                 |
| 7 | 7          | «Пина Колада» «Piña Colada»                                | Джонатан Дэйтон и Валери Фарис | Тимоти Гринберг | 18 октября 2019 |
| Неделю назад Кейт приглашает клона отправиться с ней в город на конференцию. Они занимаются сексом, но выходит всё нелепо, клон пытается ухаживать, но делает это через заботливо, становится ясно, что клон вообще не проходил через жизненные трудности, через которые прошли Майлз и Кейт. Через несколько дней оба чувствуют, что попали в неловкую ситуацию, и Кейт понимает, что совершила ошибку. Клон идет в бар, чтобы напиться, но сталкивается с Дэном, которого из-за него выгнали с работы. Дэн напоминает клону, что именно порекомендовал ему тот спа-салон. Клон отвозит Дэна в лес и заставляет откопать собственный труп. Он объясняет, что в спа-салоне не просто берут у человека ДНК, а клонируют его. На следующий день клон покупает в магазине набор для похищения и собирается поймать Майлза, но видит, как к дому подъезжает фургон, из которого выпрыгивают два человека и увозят Майлза с мешком на голове. Клон входит в дом и начинает притворяться Майлзом. |            |                                                            |                                |                 |                 |
| 8 | 8          | «Был рад познакомиться» «Nice Knowing You»                 | Джонатан Дэйтон и Валери Фарис | Тимоти Гринберг | 18 октября 2019 |
| Сотрудники FDA допрашивают Майлза по поводу клонирования в спа-салоне. После возвращения домой Майлз узнаёт от жены, что она переспала с Новым Майлзом. В ярости Майлз мчится в квартиру клона, чтобы убить его. После драки они при помощи топора разрубают комод, на который регулярно натыкался Майлз. Майлз практически до смерти душит клона подушкой, но затем проводит его в чувство с помощью СЛР. Когда они мирятся, приходит Кейт и на вопрос Майлза отвечает, что ей не особо понравился секс с Новым Майлзом. Затем она объявляет, что беременна, но не знает, кто отец, поскольку у мужчин одинаковая ДНК. Кейт обнимается с обоими Майлзами, которые счастливы, что у них будет ребёнок. |            |                                                            |                                |                 |                 |

## Производство

### Разработка
16 февраля 2017 года было объявлено, что американский телеканал IFC  дал зеленый свет новому комедийному сериалу «Ужиться с самим собой», созданному Тимоти Гринбергом. Предполагалось, что исполнительными продюсерами шоу станут Гринберг, Джеффри Блиц, Энтони Брегман и Джефф Стерн. Блитц также должен был выступить в качестве режиссёра, а премьера сериала планировалась на 2018 год. Производство сериала предполагалось поручить компаниям Likely Story и Jax Media.

### Переход к Netflix
10 августа 2018 года стало известно, что проект перешёл к Netflix, который заказал первый сезон, состоящий из восьми эпизодов. Сценаристом сериала был назначен Гринберг, который также выступит в качестве исполнительного продюсера вместе с Блицем, Брегманом, Стерном, Тони Эрнандесом, Джонатаном Дэйтоном, Валери Фарис и Полом Раддом. Режиссёрами сериала стали Дэйтон и Фарис.

### Кастинг
Вместе с новостью о переходе сериала на Netflix появилась информация о том, что две главные роли в сериале сыграет Пол Радд. 28 августа 2018 года стало известно, что к актёрскому составу присоединилась Эшлинг Би.

### Съёмки
Съёмки первого сезона прошли в Нью-Йорке в 2018 году.

## Релиз
16 сентября 2019 года был выпущен трейлер сериала.

## Номинации и награды
| Год  | Премия                                              | Категория                                                           | Номинанты и получатели                                                          | Результат | Ист.   |
| ---- | --------------------------------------------------- | ------------------------------------------------------------------- | ------------------------------------------------------------------------------- | --------- | ------ |
| 2020 | Золотой глобус                                      | Лучший актёр в телесериале — комедия или мюзикл                     | Пол Радд                                                                        | Номинация | [ 10 ] |
| 2020 | Выбор телевизионных критиков                        | Лучший актёр в комедийном телесериале                               | Пол Радд                                                                        | Номинация | [ 11 ] |
| 2020 | Премия общества специалистов по визуальным эффектам | Выдающиеся дополнительные визуальные эффекты в фотореальном эпизоде | Джей Уорт, Жаклин ВанденБусче, Крис Рай, Тристан Зерафа (за "Nice Knowing You") | Номинация | [ 12 ] |
| 2020 | Премия Гильдии сценаристов США                      | Лучший сценарий эпизода                                             | Тимоти Гринберг (за "Nice Knowing You")                                         | Номинация | [ 13 ] |